# Silvia Poppovic
Sílvia Belotti Poppovic (São Paulo, 25 de janeiro de 1955) é uma jornalista e apresentadora brasileira.
Já trabalhou em diversas emissoras como Rede Globo, RecordTV, SBT, TV Gazeta, Band e TV Cultura. Foi a precursora no Brasil de programas de debates sobre o comportamento humano.

## Carreira
De ascendência austríaca, em 1975, iniciou a carreira na Rede Globo como repórter do Jornal Hoje e, logo após, do Jornal da Globo. Em 1980. apresentou o Globo Rural, voltado ao agronegócio.
Em 1983, migrou para a TV Gazeta e apresentou o telejornal São Paulo na TV, programa produzido pela empresa Abril Vídeo.
Entre 1984 e 1988, esteve na RecordTV como repórter do Jornal da Record e apresentando o São Paulo à Tarde. Sua demissão foi citada em 1987 na edição do programa Roda Viva pela apresentadora Hebe Camargo.
Entre 1988 e 1989, foi mediadora do Canal Livre, na Rede Bandeirantes.
Em 1990, retornou a Record no comando do Fala Brasil, porém alguns meses depois, assinou com o SBT e estreou o Programa Silvia Poppovic, pioneiro nos programas de debates na televisão brasileira, que migrou para a Band em 1992 e, posteriormente, para a TV Cultura em 2005, que ficou até 2006. Nesta época, também lançou o livro Silvia Poppovic e Você, que permaneceu semanas entre a lista dos mais vendidos.
Em 2006, fez parte da bancada de entrevistadores do programa Roda Viva.
Em 2009, acertou seu retorno para a Band para apresentar o telejornal local Boa Tarde, ficando apenas até outubro daquele mesmo ano, quando foi deslocada para substituir Patrícia Maldonado e Lorena Calábria no matutino Dia Dia. Silvia deixou o programa em março de 2010 para retornar ao Boa Tarde, que ficou no ar apenas aquele ano, quando ela foi dispensada pela emissora.
Em 2015, estreou no rádio, contratada que foi pela Jovem Pan para apresentar o Jornal da Manhã, ficando até 2016.
Entre 2019 e 2020 apresentou o Aqui na Band, junto com Luís Ernesto Lacombe, na Band, sendo dispensada devido a chegada da Pandemia de COVID-19 no Brasil.
No dia 14 de abril de 2024, Silvia Poppovic foi assaltada no bairro Higienópolis, zona oeste de São Paulo. Na ocasião, o assaltante chutou as pernas da jornalista e roubou um anel. Ela posta um vídeo relatando a situação e falando sobre como foi o ato violento. 

## Vida pessoal
É filha da pedagoga Ana Maria Poppovic e do sociólogo Pedro Paulo Poppovic. Em 1977, formou-se em Jornalismo pela Escola de Comunicações e Artes da Universidade de São Paulo (USP).
Em 1990, começou a namorar endocrinologista Marcello Bronstein. Em 1994, foram viver juntos e em 2007 oficializaram a união. Sem conseguir engravidar devido aos ovários policísticos, passou a fazer tratamento hormonal e de fertilização. Após seis anos de tentativas, deu à luz de parto cesariana, no Hospital Israelita Albert Einstein, em São Paulo, sua única filha, em 7 de abril de 2000, Ana Poppovic Bronstein. Marcello faleceu em novembro de 2022, aos 78 anos.
Em 2017, realizou uma cirurgia bariátrica, devido a obesidade, tendo eliminado 60 quilos.
Em 18 de maio de 2025, o pai da apresentadora Silvia, Pedro Paulo Poppovic, morreu de falência múltipla dos órgãos, aos 97 anos.

## Filmografia

### Televisão
| Ano     | Título                   | Cargo          | Emissora          |
| ------- | ------------------------ | -------------- | ----------------- |
| 1975–79 | Jornal Hoje              | Repórter       | TV Globo          |
| 1979–80 | Jornal da Globo          | Repórter       | TV Globo          |
| 1980–82 | Globo Rural              | Apresentadora  | TV Globo          |
| 1983    | São Paulo na TV          | Apresentadora  | TV Gazeta         |
| 1984–86 | Jornal da Record         | Repórter       | Record            |
| 1987–88 | São Paulo à Tarde        | Apresentadora  | Record            |
| 1988–89 | Canal Livre              | Apresentadora  | Rede Bandeirantes |
| 1990    | Fala Brasil              | Apresentadora  | Record            |
| 1990–92 | Programa Silvia Poppovic | Apresentadora  | SBT               |
| 1992–02 | Programa Silvia Poppovic | Apresentadora  | Rede Bandeirantes |
| 1993–94 | Rede Cidade              | Apresentadora  | Rede Bandeirantes |
| 2005–06 | Programa Silvia Poppovic | Apresentadora  | TV Cultura        |
| 2006    | Roda Viva                | Entrevistadora | TV Cultura        |
| 2009–10 | Dia Dia                  | Apresentadora  | Rede Bandeirantes |
| 2009–10 | Boa Tarde                | Apresentadora  | Rede Bandeirantes |
| 2019–20 | Aqui na Band             | Apresentadora  | Rede Bandeirantes |

### Rádio
| Ano     | Programa        | Cargo         | Nota      |
| ------- | --------------- | ------------- | --------- |
| 2015–16 | Jornal da Manhã | Apresentadora | Jovem Pan |

### Internet
| Ano           | Título                | Cargo         |
| ------------- | --------------------- | ------------- |
| 2013–15       | Já Pensou Nisso?      | Apresentadora |
| 2020–presente | Canal Silvia Poppovic | Apresentadora |